# Bataafse mythe
De Bataafse mythe is een in de 16e eeuw uitgevonden traditie waarin de bewoners van de Nederlanden en later de Republiek, in het bijzonder van het graafschap Holland, worden voorgesteld alsof zij afstammen van de Bataven en zodoende al sinds de oudheid politieke vrijheid genieten.

## De Bataven
Het meeste dat bekend is over de Bataven komt van de geschriften van de Romeinse geschiedschrijver Tacitus, vooral de Germania (ca. 98) en de Historiae (ca. 105). Tacitus vertelt dat de Bataven, woonachtig rond de grote rivieren in de Laaglandse delta, na hun onderwerping aan de Romeinen een beperkte mate van autonomie behielden en vrijgesteld van belasting waren, maar wel manschappen dienden te leveren en de limes dienden te verdedigen. In 69-70 n.Chr. speelde de Bataafse Opstand, die echter mislukte. Rond 300, toen de Franken de Lage Landen binnenvielen, verdwijnen de Bataven uit historische geschriften en men vermoedt dat zij in de Salische Franken zijn opgegaan.

## Ontstaan Bataafse mythe

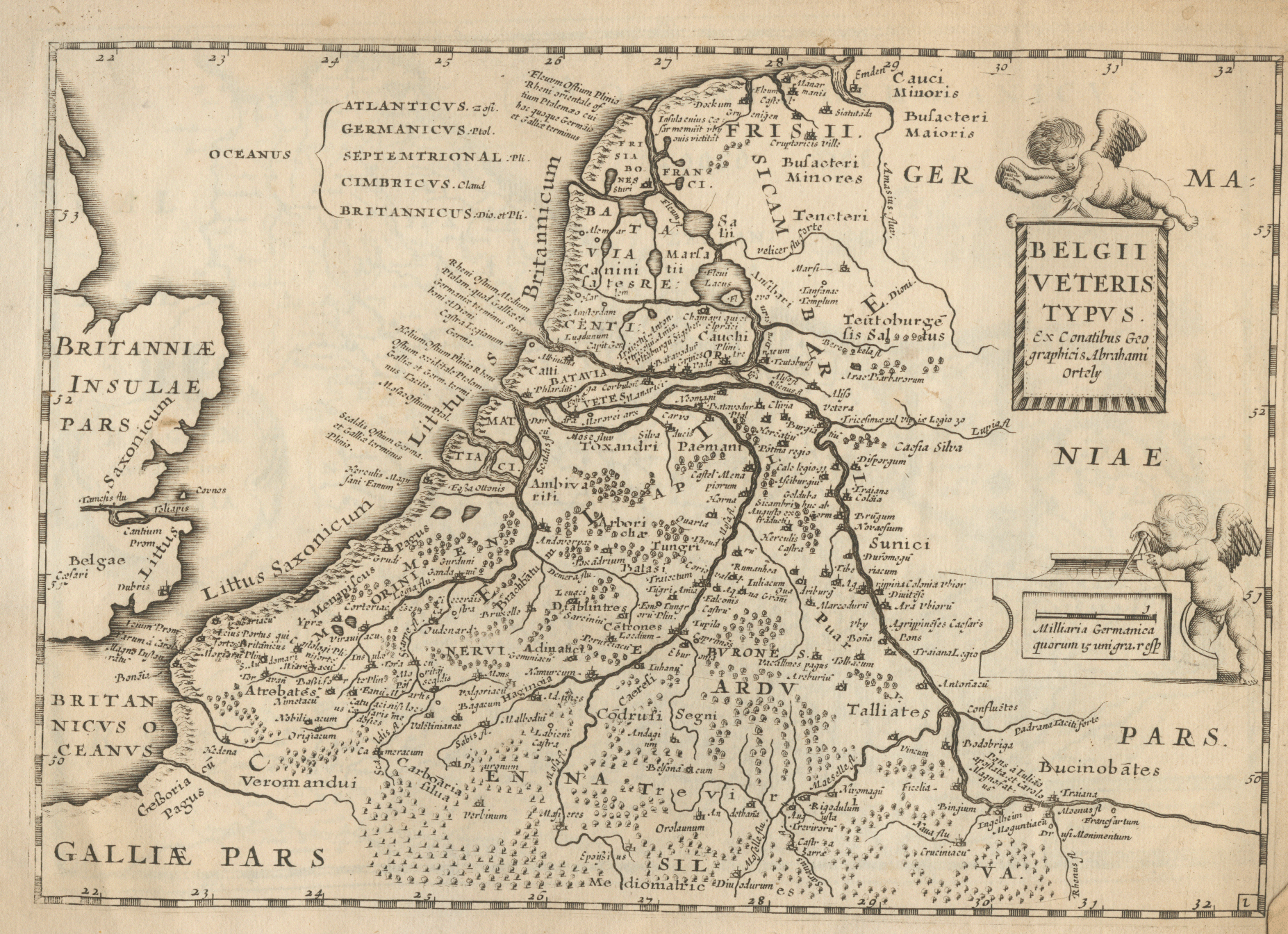
Kaart van de Lage Landen in de oudheid, met Batavia vetes in Zuid-Holland en Batavia recentior in Noord-Holland. Hoewel hij de Bataafse tijd moet vertegenwoordigen, is het duidelijk dat er een verband wordt gelegd tussen het 'oude' en 'nieuwe Batavia', d.i. het graafschap Holland. Abraham Ortelius, 1584.

De Bataven werden vrijwel vergeten tot in de 15e eeuw de geschriften van Tacitus werden herontdekt (Historiae rond 1403, Germania in 1455), vertaald en opnieuw uitgegeven. De naam Bataven werd geliefd onder Noord-Nederlandse humanisten om naar zichzelf en hun voorouders te verwijzen, zoals bijvoorbeeld Erasmus deed. Maar het was vooral Cornelius Aurelius die de Bataafse mythe uitvond: hij schreef drie verhandelingen -de bekendste is de Divisiekroniek (1517)- waarin hij stelde dat het 16e-eeuwse graafschap Holland rechtstreeks voortkwam uit Batavia, het antieke land der Bataven, dat men doorgaans uitsluitend in het latere Zuid-Holland situeerde, meestal zonder het Gelderse rivierengebied rond de grote stad Ulpia Noviomagus Batavorum mee te rekenen. Logisch gezien het feit dat de Gelderse oorlogen in het begin van de 16e eeuw nog in volle gang waren. Pas na het einde daarvan in 1543 werd de Pragmatieke Sanctie uitgevaardigd. Deze bepaalde dat de Zeventien Provinciën voortaan een ondeelbare eenheid zouden vormen en in de toekomst onder één Habsburgse heerser zouden worden overgeërfd. Al deze factoren maakten het ontstaan van de Bataafse mythe tot een erg Hollands fenomeen.

## Bataafse mythe tijdens de Opstand
De Nederlandse Opstand tegen de Spaanse Habsburgers (1566–1648) maakte de vergelijking met de Bataafse Opstand tegen de Romeinen erg populair, vooral in Holland en Zeeland, waar de Staatsen in de cruciale fase van 1572–1576 met dank aan de gunstige ligging stand wisten te houden en mede doordat Spanje in 1575 bankroet ging met veel muiterijen als gevolg, de Spaanse regeringstroepen met veel moeite Haarlem en Zierikzee veroverden, er niet in slaagden Alkmaar en Leiden in te nemen en Middelburg en ten slotte ook Amsterdam moesten opgeven en bovendien alle zeeslagen verloren. In 1575 werd Leiden voor haar volharding beloond met de stichting van een universiteit, die als Latijnse naam Academia Lugduno Batava kreeg, waarmee Leiden werd geassocieerd met Lugdunum Batavorum, terwijl die Romeinse plaats, destijds Brittenburg geheten, een eind verderop lag bij Katwijk en tegenwoordig in zee; Leiden heeft een andere etymologie en een veel jongere geschiedenis.
Tijdens het Twaalfjarig Bestand (1609–1621) werd men zich ervan bewust dat de in 1581 verklaarde onafhankelijkheid met het Plakkaat van Verlatinghe waarschijnlijk werkelijkheid zou worden. Meer dan eerder werd de Republiek vergeleken met de opstandige Bataven van weleer die in dezelfde streken voor hun vrijheid hadden gevochten en steeds algemener werden gezien als de voorouders van de toenmalige Hollanders. Het bekendste werk dat de Bataafse mythe verkondigde was waarschijnlijk het Tractaet vande oudtheyt vande Batavische nu Hollandsche republique (1610) van Hugo de Groot, die de taak had gekregen van de Staten-Generaal om een geschiedenis te schrijven van de Republiek die de opstand tegen Filips II rechtvaardigde. Dit deed hij aan de hand van Tacitus' geschriften, op grond waarvan hij beweerde dat de huidige "Hollandse republiek" (hier geldt opnieuw Holland als pars pro toto voor alle Verenigde Provinciën) dezelfde is als waarin de Bataven in de oudheid leefden, zoals de titel al stelde.
Ondertussen had de VOC verscheidene handelsposten opgezet in de Zuidoost-Aziatische archipel die later bekend zou komen te staan als Nederlands-Indië, waar op de westkust van Java in 1618 door gouverneur-generaal J.P. Coen het fort Nassau werd gebouwd, dat kapitein van Raay op 12 maart 1619 hernoemde tot Batavia om het moreel van het Nederlandse garnizoen te verhogen. Op 30 mei 1619 veroverde en verwoestte Coen de nabijgelegen stad Jayakarta en stichtte daarbovenop een nieuwe nederzetting, die de hoofdstad van alle VOC-posten in Nederlands-Indië werd en op 18 januari 1621 op bevel van de Heren XVII ook Batavia werd genoemd.

## Patriotten- en Franse tijd

De Bataafse Maagd met Bataafse Leeuw, die in de jaren 1795–1806 de natie symboliseerden.

Halverwege de 18e eeuw was de Bataafse mythe wijd verspreid in de Verenigde Provinciën en de Bataafse nalatenschap werd door verschillende groepen geclaimd. De opkomende Patriotten, die de Republiek omver wilden werpen en geheel anders inrichten, gingen zich "Bataven" noemen; ironisch genoeg noemde ook hun aartsvijand stadhouder Willem V van Oranje-Nassau zichzelf "Batavus". Na een Pruisische interventie die in 1787 veel Patriotten naar het revolutionaire Frankrijk deed vluchten, vormden zij daar het Bataafs Legioen. Dit heeft tijdens de zogenaamde "Bataafse Revolutie" met hulp van de Franse legers in 1795 de Verenigde Provinciën veroverd en de stadhouder verdreven, waarna de officiële naam van de Noordelijke Nederlanden werd veranderd in de Bataafse Republiek (1795–1801), daarna het Bataafs Gemenebest (1801–1806). Napoleon Bonaparte zei het republikanisme echter vaarwel door zichzelf in 1804 tot keizer te kronen en zijn broer Lodewijk Napoleon te laten regeren over het nieuw ingerichte Koninkrijk Holland (1806–1810), om ten slotte het gehele gebied bij zijn Eerste Franse Keizerrijk in te lijven. De "Bataafse identiteit" werd in deze late Franse tijd weer afgeschreven en in plaats daarvan werd Frans nationalisme gepropageerd.

## Koninkrijk der Nederlanden
Toen Willem Frederik van Oranje-Nassau, de zoon van de verdreven stadhouder Willem V, in 1813 zijn dynastie wist te herstellen en zelfs tot monarchie wist te verheffen, werd ervoor gekozen om de naam "Nederlanden" te gebruiken voor zijn nieuwe koninkrijk dat volgens de bepalingen van het Congres van Wenen zowel de vroegere Noordelijke als Zuidelijke Nederlanden zou omvatten, al verwees men naar de noorderlingen als "Hollanders" en het zuiden als de "Belgische Provincien". De woorden "Bataven" en "Bataafs" werden geassocieerd met de Revolutie en daarom gemeden, al bleef de hoofdstad van Nederlands-Indië nog Batavia heten tot de Japanners het in 1942 bezetten.

## Weerlegging
Het succes van de Bataafse oorsprongslegende was mede te danken aan antropologie gebaseerd op de gedachte dat het Nederlandse volk voortgekomen was uit meerdere stammen: Bataven, Friezen, Franken en Saksen. Het idee was populair en werd gepromoot in het schoolonderwijs, aangezien deze theorie blijkbaar ook verklaarde waarom de bevolking van Nederland beneden de grote rivieren (Franken) katholiek was en de inwoners van Nederland boven de Moerdijk (Friezen en Saksen) protestant. Door politiek en geografisch includerend te zijn en tegelijkertijd ruimte te laten voor verschil, voldeed deze historische visie aan de behoeften van de Nederlandse natievorming en integratie in de jaren 1890-1914. De nadelen van deze historische interpretatie werden echter al snel duidelijk. Het suggereerde dat er geen sterke externe grenzen waren (de verschillende stammen waren ook over de grens woonachtig, Franken in België, Friezen en Saksen in Duitsland), terwijl duidelijke interne grenzen mogelijk waren in een samenleving die uit drie delen (stammen) bestond. De oorsprongsmythe bleek, vooral tijdens de Tweede Wereldoorlog, rekening te houden met de mogelijkheid van regionaal separatisme en annexatie door nationaalsocialistisch Duitsland. Na 1945 verloor dit zogenaamde 'tribale paradigma' dan ook veel van zijn greep op de antropologie; Het "driestammenthema" kreeg kritiek en ebde geleidelijk weg in academische kringen.
Het is pas later dat historici door etnografisch onderzoek tot de conclusie kwamen dat de antieke Bataven vrijwel niets te maken hebben met de latere Hollanders / Nederlanders en dat er van enige institutionele continuïteit tussen de Bataven als autonome Romeinse bondgenoten en het graafschap Holland ook geen enkele sprake was.